# Geraesta
Geraesta is een geslacht van spinnen uit de  familie van de Thomisidae (krabspinnen).

## Soorten
- Geraesta bilobata (Simon, 1897)
- Geraesta hirta (Simon, 1889)